# Jan Kazimierz Wyssogierd
Jan Kazimierz Wyssogierd (Wissogierd, Wizgierd, Wizgird) herbu Odrowąż – skarbnik kowieński w latach 1652–1677, pisarz grodzki kowieński w latach 1650–1665, członek Rady Konsultacyjnej Litwy Szwedzkiej w latach 1655–1656 z powiatu kowieńskiego, rotmistrz Jego Królewskiej Mości powiatowy w 1656 roku.
Był członkiem antyszwedzkiej konfederacji szlachty żmudzkiej, zebranej na pospolite ruszenie w Szadowie 3 czerwca 1656 roku. 